# HMS Aldebaran (T107)
HMS Aldebaran (T107) var en svensk torpedbåt av Plejad-klass som sjösattes år 1954 och utrangerades 1981. Namnet har fartyget fått från Aldebaran som är en stjärna i stjärnbilden Oxen. Efter utrangeringen såldes hon till en köpare i Saltsjöbaden 1986 och vidare till Grekland 1989.

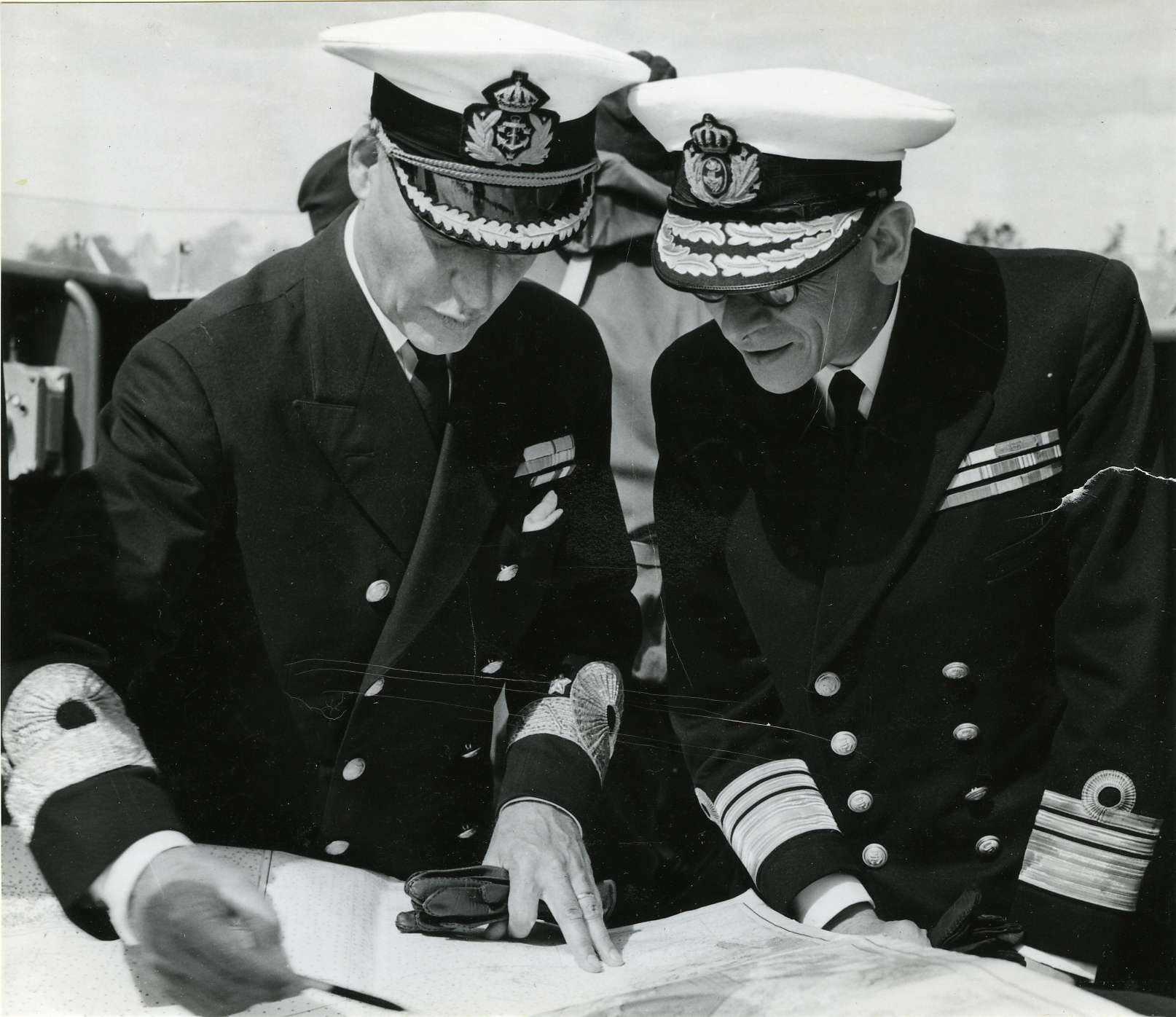
Marinchef viceamiral Stig H:son Ericson (t.v.) i samspråk med sin danske motsvarighet Hans Alfred Nyholm ombord på Aldebaran 1955.